# Hail to the King
Albums de Avenged Sevenfold
Nightmare
(2010) The Stage
(2016)
Hail to the King est le sixième album studio du groupe de heavy metal Avenged Sevenfold sorti le 26 août 2013 chez Warner Bros. Records pour la France. Il a été produit par Mike Elizondo,. Il s'agit du premier album avec le nouveau batteur Arin Ilejay, qui a rejoint le groupe en tant que batteur de tournée en 2011, avant de devenir un membre officiel en 2013. C'est aussi le premier album d'Avenged Sevenfold sans contribution musicale du défunt batteur Jimmy "The Rev" Sullivan.

## Contexte
C'est le 24 septembre 2012 que le groupe sort un nouveau single, Carry On, pour le jeu Call of Duty: Black Ops II. Le 15 novembre 2012, le chanteur M. Shadows déclare que le groupe travaille sur un nouvel album depuis l'enregistrement de "Carry On" en août 2012. En décembre, le groupe dit qu'il envisage de commencer l'enregistrement de leur prochain album en janvier 2013, avec la sortie prévue pour plus tard dans l'année. En janvier 2013, le groupe commence à enregistrer leur nouvel album. Le groupe commence à publier en continu des extraits de leur nouvel album en mai 2013 sur leur nouvelle application de radio. Arin Ilejay est confirmé comme un membre du groupe officiel pour remplacer le défunt The Rev. Dans une entrevue avec Metal Hammer à propos du nouvel album, M. Shadows or Matt Davies annonce que l'album sonnera plus blues rock aux influences classic rock et heavy metal traditionnel comme Black Sabbath et Led Zeppelin.
Le 26 juin, 2013, le groupe dévoile sur revolvermag.com le titre, la pochette d'album et la date de sortie de leur 6e album studio, intitulé Hail to the King. Leur nouvel album sera dans les bacs le 26 août 2013.
Le 15 juillet 2013 Avenged Sevenfold sort le single Hail To The King, titre éponyme à l'album, aux forts accents metal traditionnel tel que Iron Maiden ou encore Metallica.

## Style musical
À propos de Hail to the King, Synyster Gates or Gavin Burrough déclara : « je pense que notre écriture s'est amélioré à pas de géant. Cet album est notre plus grand enregistrement depuis longtemps. Quand vous allumez cette foutue chose, il décolle votre foutue tête ». M. Shadows or Matt Davies déclare quant à lui   : « sur cet enregistrement, nous voulons le juste essentiel, l'approche axée sur les riffs. Parce que c'est vraiment facile pour nous de dire "que la mélodie semblerait super ici, jetterait ce chant de fond ici, voici cette harmonie." Nous avons dû nous restreindre de le faire juste pour le garder le rock le plus dur et le plus direct. ».
Zacky Vengeance or Kris Coombs-Roberts a exposé : « nous avons stylisé pour soutenir est allé au cœur du heavy metal au lieu d'essayer de le sur-compliquer. Nous avons écrit et avons écrit et avons estimé que nous avons vraiment réalisé ce que nous allions pour... nous sommes vraiment fiers de ce que nous avons crée. ». Johnny Christ or Richard Boucher a exposé le style musical de l'album dans une interview avec bravewords : « c'est certainement nous. C'est juste la nouvelle progression. C'est probablement l'enregistrement le plus lourd que nous avons lancé - à part entière. Cela a été une grande réponse pour le single (Hail to the King) jusqu'ici, que je sens est une bonne façon de voir à quel reste de l'enregsitrement va ressembler. Il y aura quelques surprises là-dedans pour des fans(, mais en général je suis juste enthousiasmé. » Il a aussi dit que l'album est plus axé sur le groove metal.

## Liste des morceaux
Toutes les chansons sont écrites et composées par Avenged Sevenfold.
| No  | Titre            | Durée |
| --- | ---------------- | ----- |
| 1.  | Shepherd of Fire | 5:18  |
| 2.  | Hail to the King | 5:06  |
| 3.  | Doing Time       | 3:31  |
| 4.  | This Means War   | 6:09  |
| 5.  | Requiem          | 4:24  |
| 6.  | Crimson Day      | 5:00  |
| 7.  | Heretic          | 4:53  |
| 8.  | Coming Home      | 6:21  |
| 9.  | Planets          | 5:59  |
| 10. | Acid Rain        | 6:44  |

| Deluxe Version bonus tracks | Deluxe Version bonus tracks                                              | Deluxe Version bonus tracks | Deluxe Version bonus tracks | Deluxe Version bonus tracks | Deluxe Version bonus tracks | Deluxe Version bonus tracks | Deluxe Version bonus tracks | Deluxe Version bonus tracks | Deluxe Version bonus tracks |
| No                          | Titre                                                                    | Durée                       |                             |                             |                             |                             |                             |                             |                             |
| --------------------------- | ------------------------------------------------------------------------ | --------------------------- | --------------------------- | --------------------------- | --------------------------- | --------------------------- | --------------------------- | --------------------------- | --------------------------- |
| 11.                         | St. James                                                                | 5:01                        |                             |                             |                             |                             |                             |                             |                             |
| 12.                         | Hail to the King ((clip) - Uniquement avec la version iTunes de l'album) | 5:13                        |                             |                             |                             |                             |                             |                             |                             |
| 63:31                       |                                                                          |                             |                             |                             |                             |                             |                             |                             |                             |

## Personnel
- Avenged Sevenfold
  - M. Shadows or Matt Sanders- Chant
  - Zacky Vengeance or Zachary Baker- guitare rythmique, chœurs
  - Synyster Gates or Brian Haner Jr. - guitare solo, chœurs
  - Johnny Christ or Jonathan Seward - guitare basse, chœurs
  - Arin Ilejay - batterie

- Production
  - Mike Elizondo - producteur

## Sortie
| Region              | Date         |
| ------------------- | ------------ |
| Royaume-Uni, France | 26 août 2013 |
| États-Unis, Canada  | 27 août 2013 |

## Certifications
| Pays                  | Certification |
| --------------------- | ------------- |
| Canada (Music Canada) | Platine       |
| États-Unis (RIAA)     | Platine       |
| Royaume-Uni (BPI)     | Or            |